# Лассе
Лассе є поширеним чоловічим ім'ям в Скандинавських країнах. Часто це також прізвисько людей на ім'я Ларс або Лаурі.

## Персоналії
- Лассе Обеґ (нар. 1940), шведський актор, музикант, режисер і художник
- Лассе Гранквіст (нар. 1967), шведський спортивний коментатор
- Лассе Халстром (нар. 1946), шведський кінорежисер
- Лассе Хольм (нар. 1943), шведський композитор, поет і співак
- Лассе Карьялайнен (нар. 1974), фінський футболіст
- Лассе К'юс (нар. 1971), норвезький колишній гірськолижник
- Лассе Кукконен (нар. 1981), фінський хокейний захисник
- Лассе Мартенсон (нар. 1934), фінський співак і композитор
- Лассе Нільсен (нар. 1988) — данський футболіст
- Лассе Ріммер (нар. 1972), данський комік
- Лассе Сетре (нар. 1974), норвезький ковзаняр
- Лассе Собех (нар. 1991), німецький футболіст
- Лассе Торесен (нар. 1949), норвезький композитор і письменник
- Лассе Вірен (нар. 1949), фінський стаєр — олімпійський чемпіон
- Лассе Віклоф (1944—2008), політик Аландських островів Фінляндії